# Léonie Mottart-van Marcke
Pour les articles homonymes, voir Van Marcke.
Léonie Mottart-van Marcke, née à Liège le 18 juillet 1862 et morte à Saint-Idesbald le 29 juin 1936, est une peintre, dessinatrice et aquarelliste belge.

## Biographie
Léonie Catherine Joséphine van Marcke naît à Liège le 18 juillet 1862. Elle est la fille du peintre Édouard van Marcke et de sa seconde épouse, Marie Catherine Demany,,. Cette dernière est aussi dessinatrice et peintre, réalisant surtout des natures mortes et des compositions florales. En 1886, Léonie épouse Nicolas Judoc Mottart,.
Peintre, aquarelliste et dessinatrice de fleurs et de natures mortes ainsi que de paysages et de figures, Léonie van Marcke se forme auprès de ses parents,,. Comme l'indique Jacques Goijen, reprenant des commentaires de Francis Sabel, « c'est dans l'ambiance familiale qu'elle a pu s'épanouir tant dans l'exercice du dessin que dans celui de l'aquarelle et de la peinture à l'huile » et « ses premiers dessins qu'elle réalise à l'âge de 15 ans [...] témoignent déjà d'une sûreté de trait étonnante ».
Elle est « membre fondateur de la Société nationale des aquarellistes et pastellistes de Bruxelles et participe à toutes les manifestations d'art organisées par cette société », mais à partir de 1893, elle s'oriente davantage vers la peinture à l'huile. Entre 1920 et 1930, elle réalise également des gravures qui sont tirées à très peu d'exemplaires, parfois un seul. Son œuvre gravée est « mal connue, voir ignorée » et n'est pas réalisée « pour être vendue mais pour le seul plaisir des yeux ».
Elle meurt à Saint-Idesbald le 29 juin 1936, léguant au musée de la Vie wallonne une importante collection de dessins et des peintures,,.

## Expositions
Selon l'historien de l'art Paul Piron, Léonie van Marcke est « admise comme peintre et aquarelliste aux Salons de la Société des Artistes Français à Paris en 1899, 1900, 1901 et 1902 ». De 1899 à 1903, elle participe à l'Exposition internationale des Artistes Contemporains à Amsterdam,. Elle expose également aux Salons de Liège ainsi qu'aux Salons de Bruxelles, Gand et Anvers ainsi qu'au Cercle royal des Beaux-Arts de Liège de 1893 à 1927.
Plus récemment, les œuvres de Léonie van Marcke sont mises à l'honneur en 2020 au musée de la Vie wallonne à Liège.

### Expositions du vivant de l'artiste
- 1893 : Salon de Bruxelles, du 16 septembre au 3 novembre, place de l'ancien palais de justice, Bruxelles (la peintre y expose Polichinelle à la rose, d'après Meissonnier et Murets)[18].
- 1895 : Salon de la Société des Beaux-Arts, Nice (elle y expose Tournesols et Roses plein air)[19].
- 1896 : Exposition Internationale de Maastricht, du 23 août au 27 septembre, local des Augustins, Maastricht (elle y expose 2 tableaux, Tournesols et Fleurs et accessoires , et 2 aquarelles, Pivoines et Rhododendrons)[20].
- 1898 : Salon d'Anvers, du 13 août à octobre, rue Vénus, Anvers (l'artiste y expose Roses Richardson)[21] ; Exposition internationale de peinture de Londres, Earl's Court, Londres[22].
- 1900 : Salon de Bruxelles, du 15 septembre au 2 novembre, hall du Palais du Cinquantenaire, Bruxelles (Léonie y expose Glycine)[23].
- 1903 : Salon de Bruxelles, du 5 septembre au 2 novembre, hall du Palais du Cinquantenaire, Bruxelles (elle y expose A l'office, Rhododendrons, Roses et Jonquilles et violettes)[24].
- 1914 : Salon de Bruxelles, du 9 mai au 3 août, hall du Palais du Cinquantenaire, Bruxelles (l'artiste y expose Une cruche)[25].

### Expositions après la mort de l'artiste
- 1964 : Dessins et peintures des van Marcke, musée de la Vie wallonne, Liège[26].
- 1992 : Le Cercle royal des Beaux-Arts de Liège 1892-1992, du 18 septembre au 20 avril 1993, Cercle royal des Beaux-Arts, Liège (Rhododendron dit Laurier rose est l'aquarelle exposée de Léonie Mottart-van Marcke)[27].

## Galerie d'œuvres conservées au musée de la Vie wallonne (sélection)

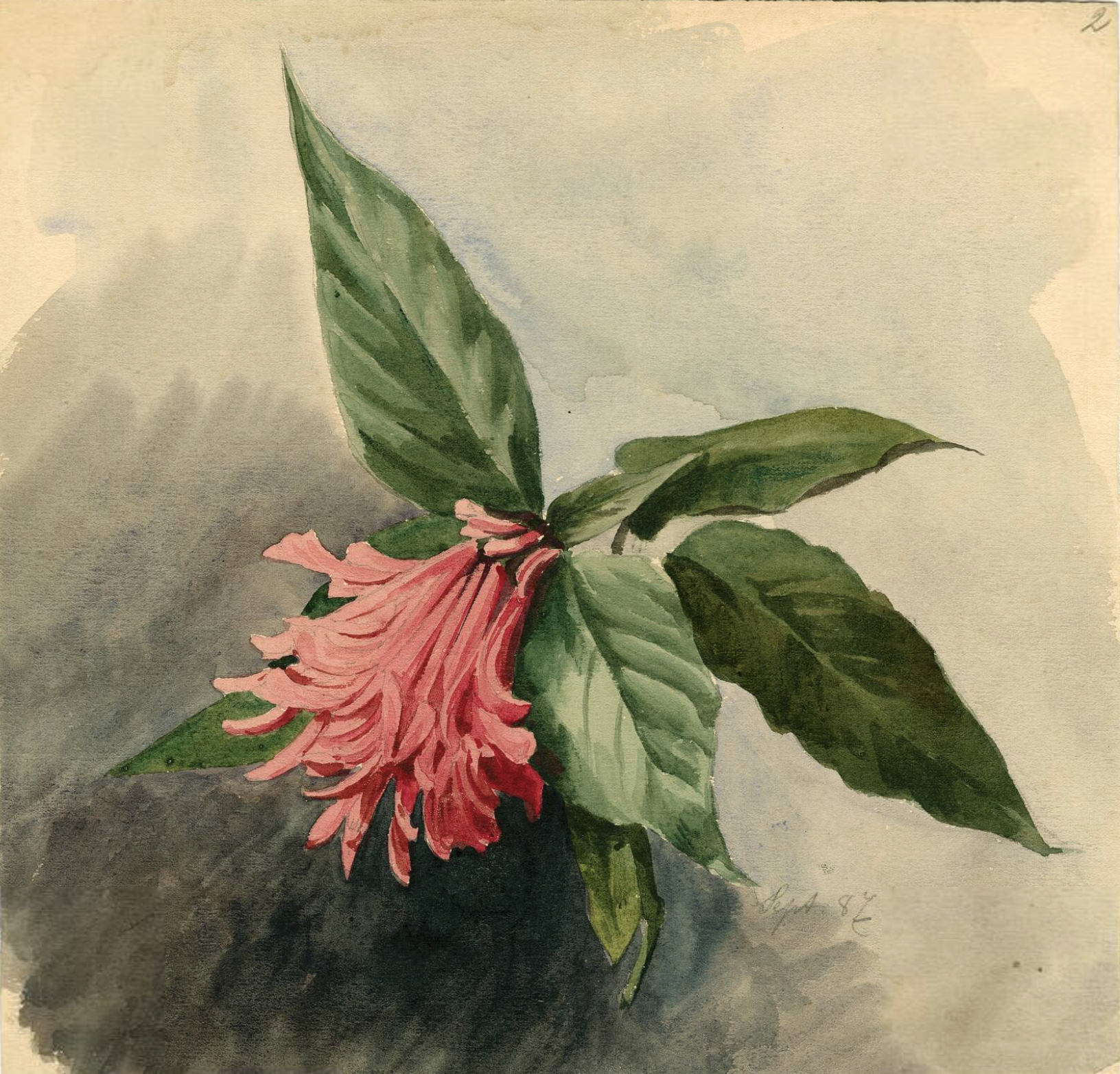
Fleur rose, septembre 1887 (dessin à la mine de plomb aquarellé et rehaussé de gouache sur papier ; 26,2 × 27,1 cm).
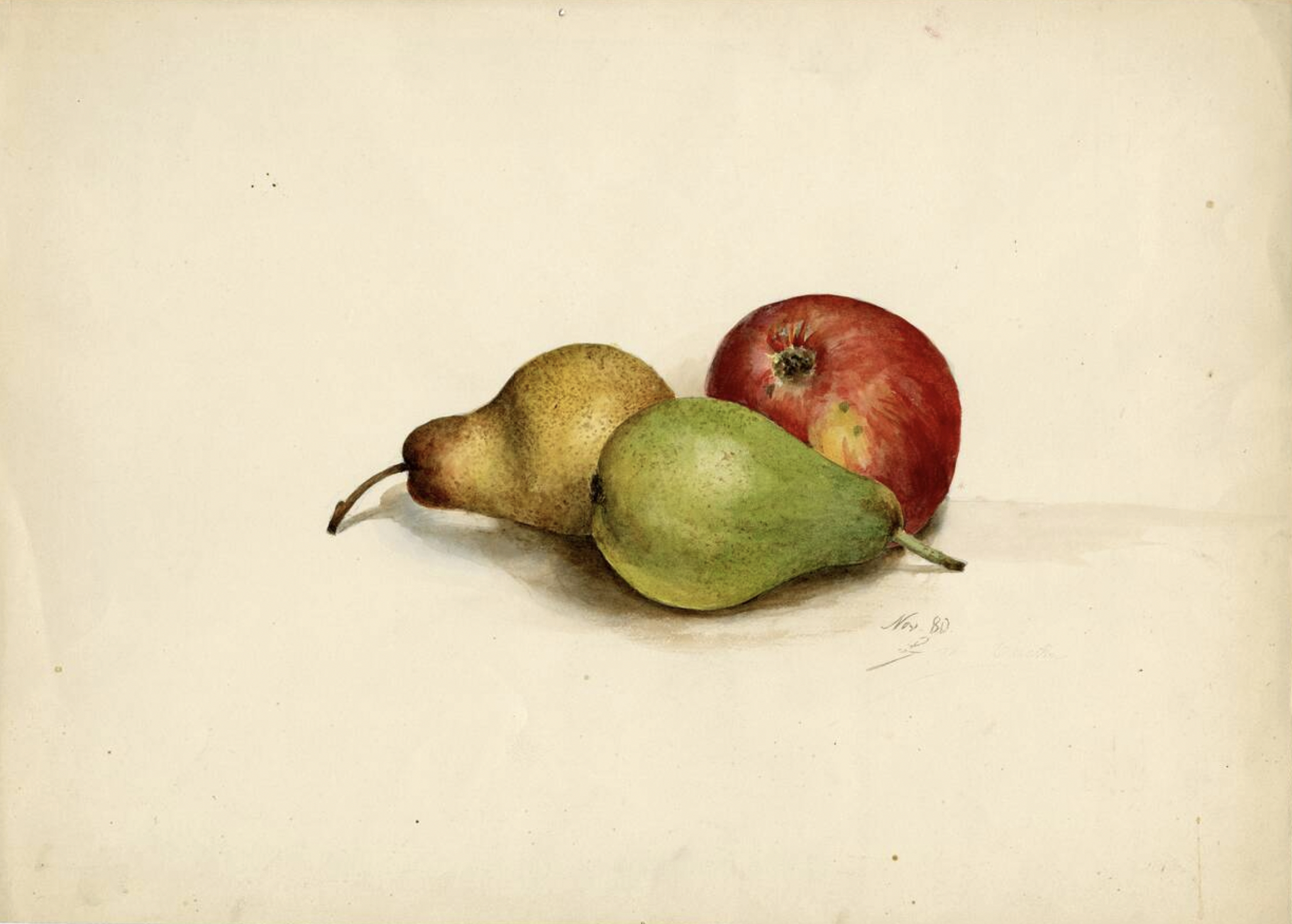
Une pomme et deux poires, novembre 1880 (aquarelle sur papier en couleurs ; 30 × 42 cm).
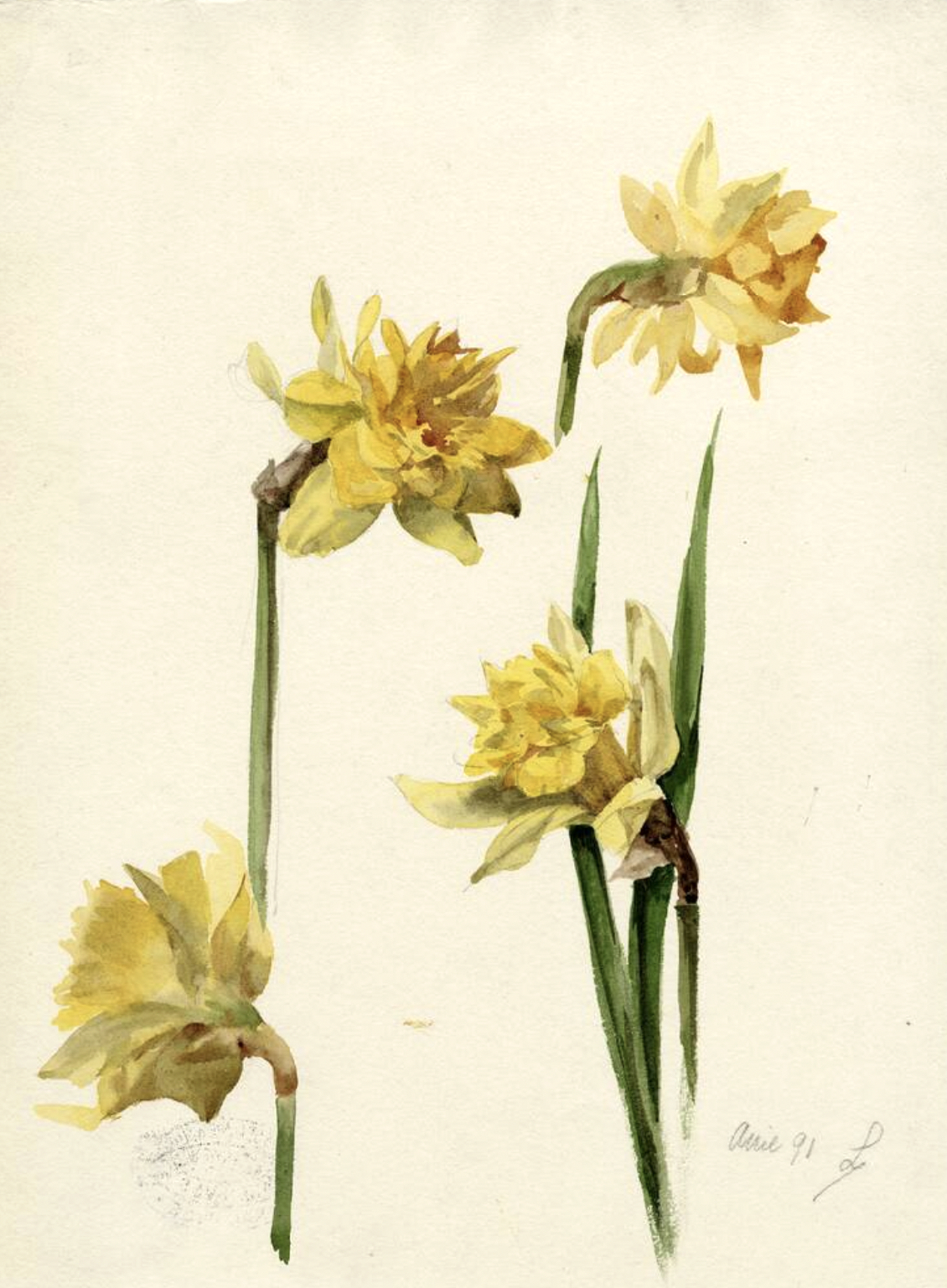
Jonquilles, avril 1891 (aquarelle sur papier en couleurs ; 34,5 × 25,5 cm).
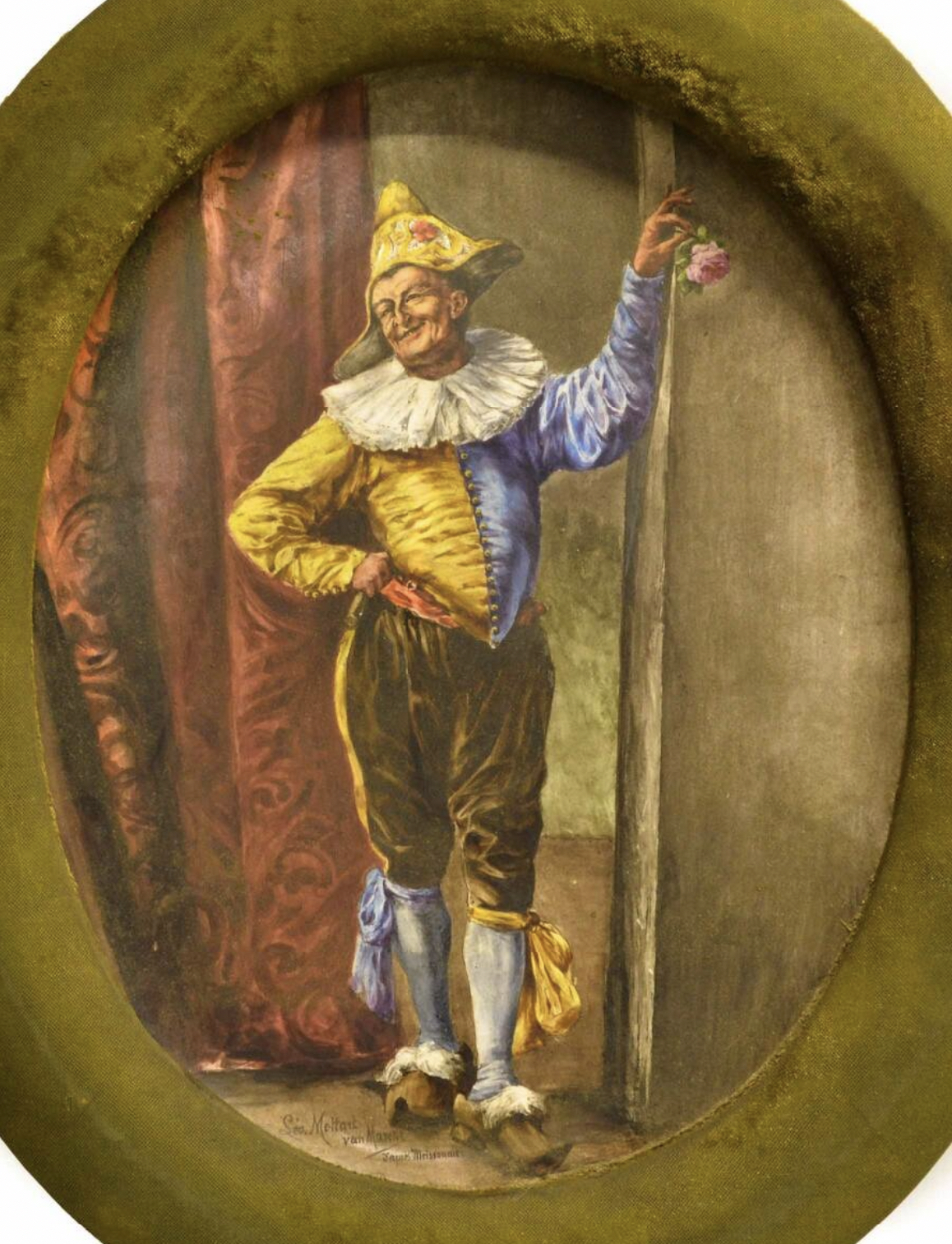
Polichinelle à la rose, d'après Meissonier, 1890-1893 (gouache sur faïence ; 39,5 × 31 cm).
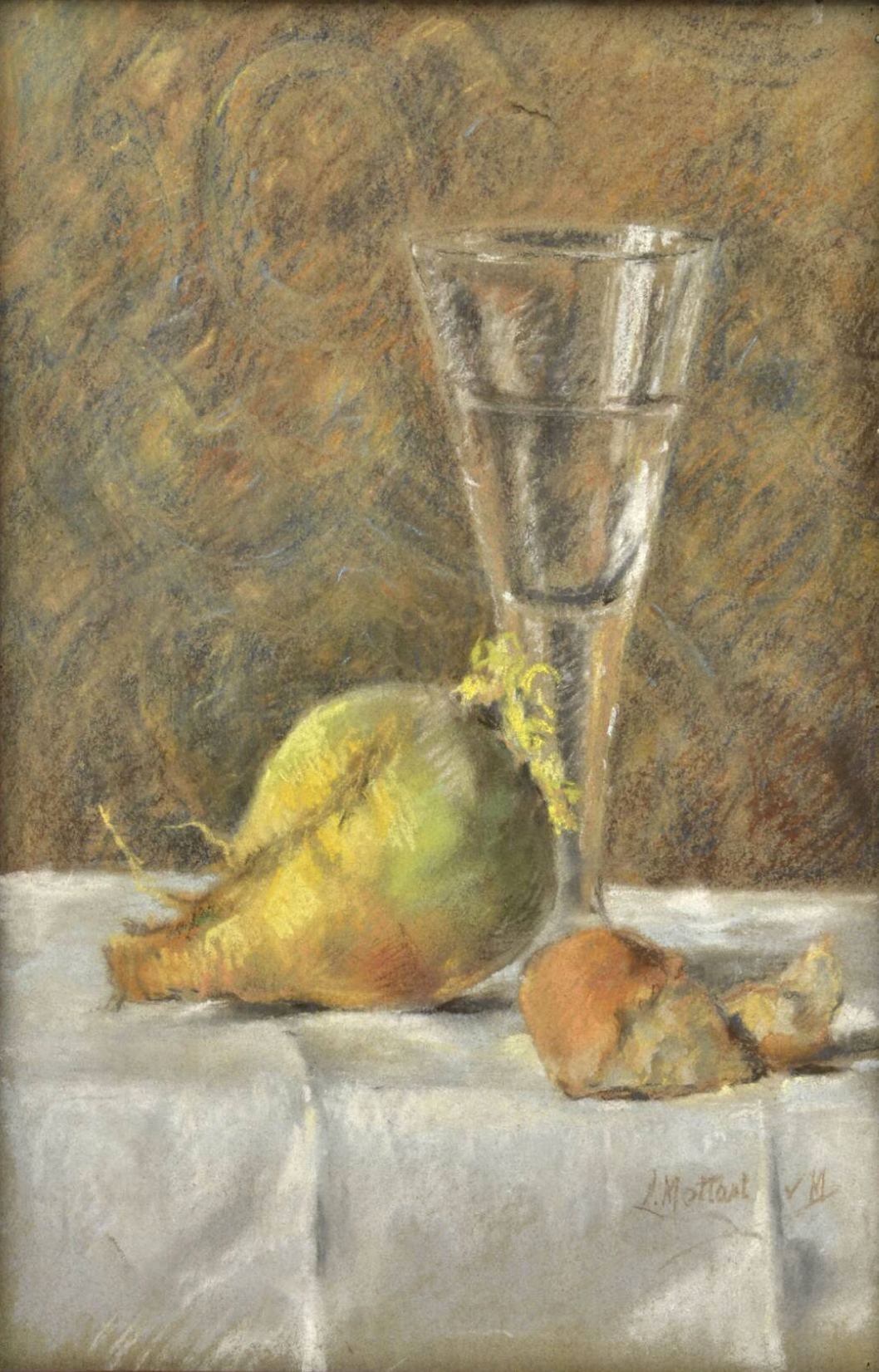
Rutabaga 1917 Repas de guerre !, 1917 (pastel sur papier ; 45,5 × 29,6 cm).
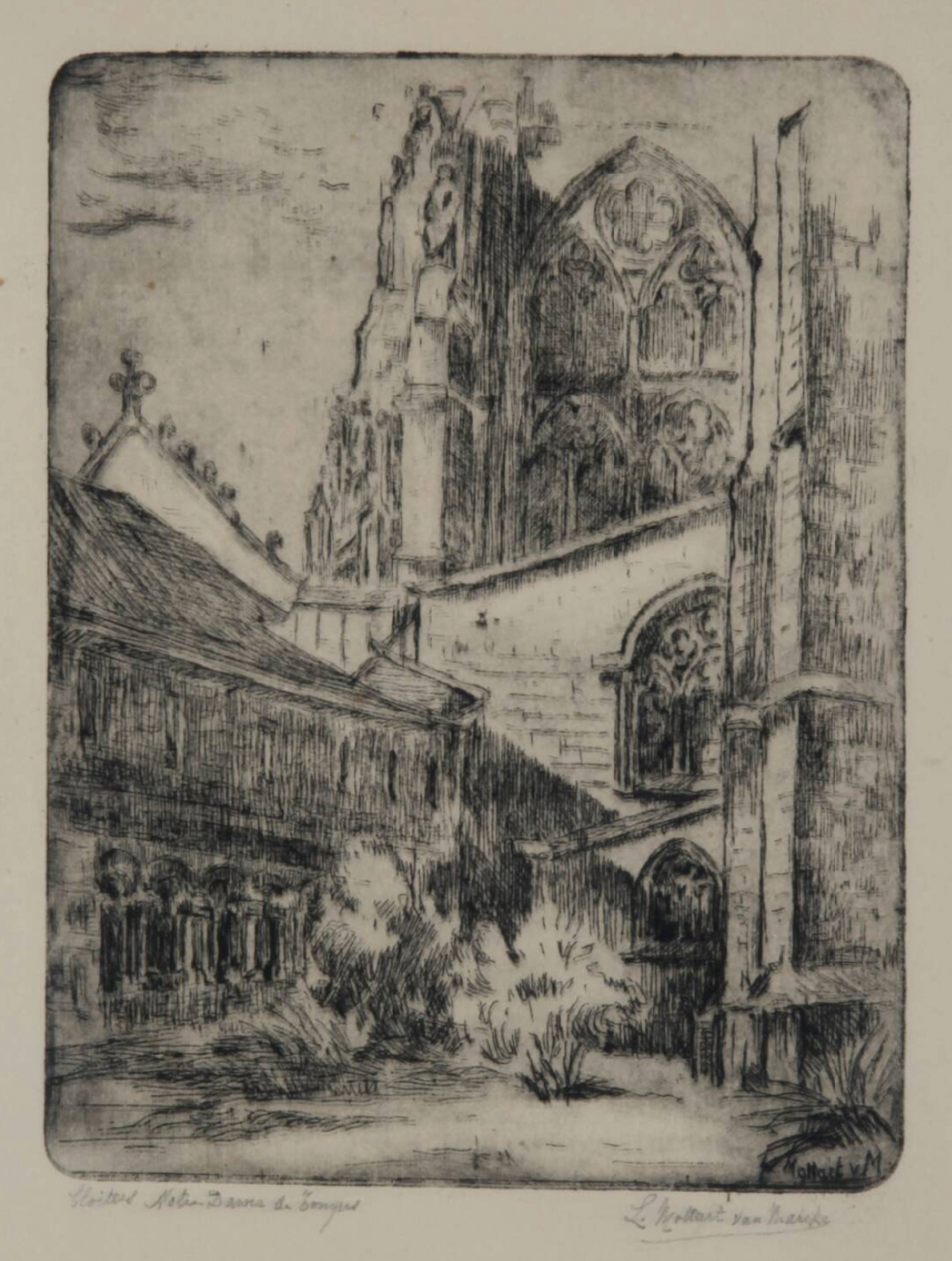
Cloître Notre-Dame de Tongres, 1920-1930 (gravure sur papier ; 24,5 × 19 cm).
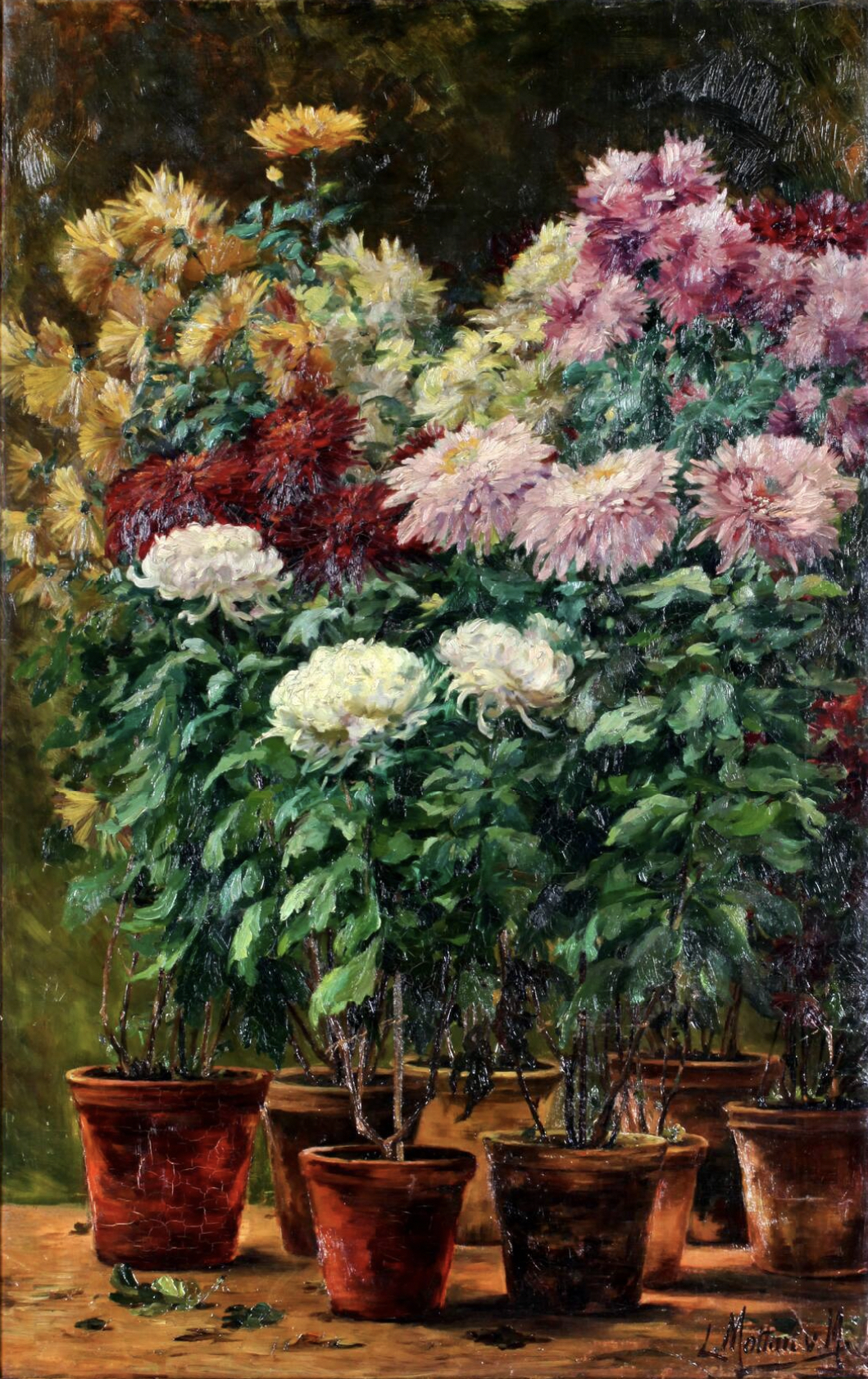
Chrysanthèmes, 1885-1930 (huile sur toile ; 126 × 80 cm).
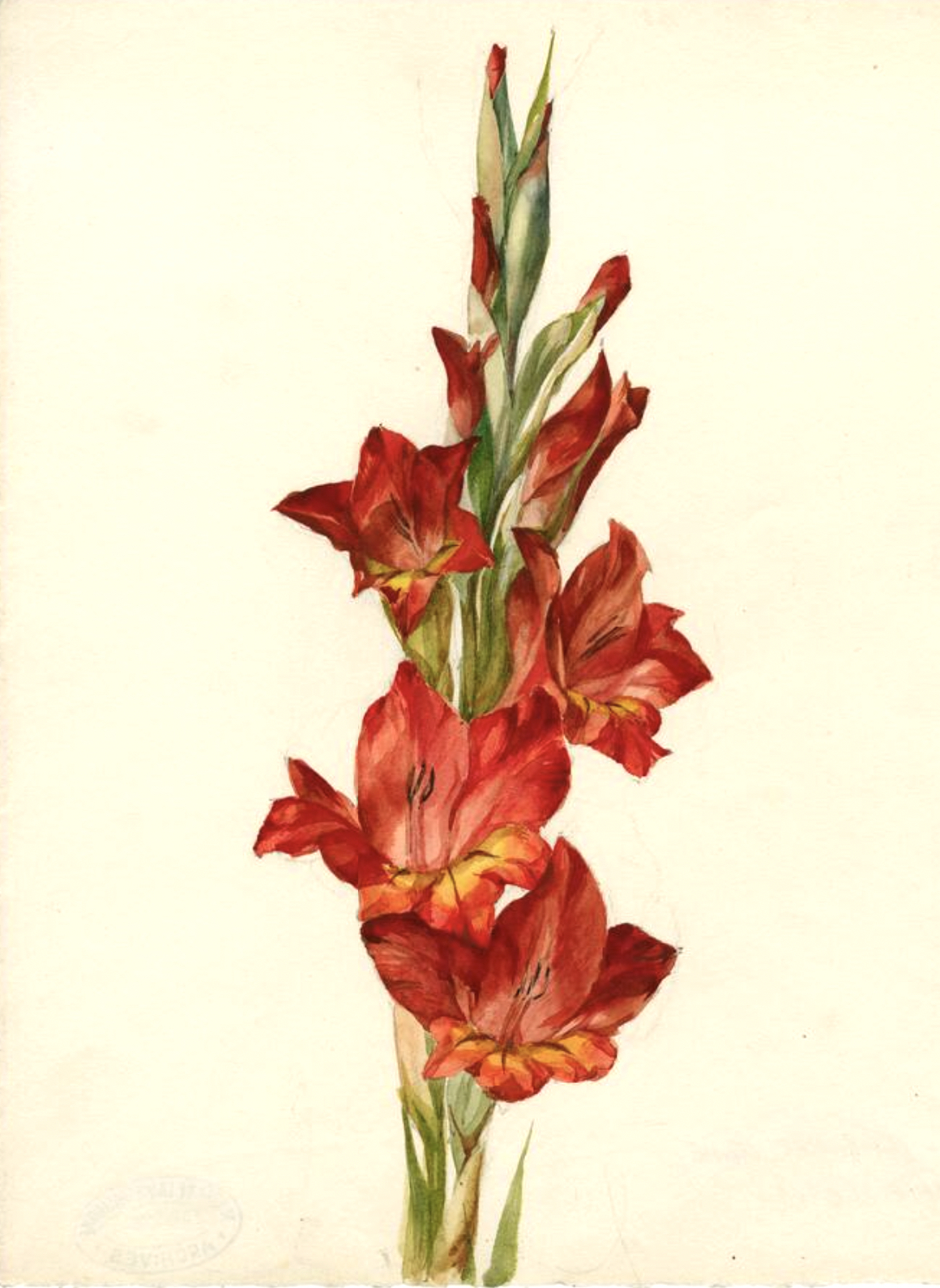
Glaïeul rouge, 1880-1930 (dessin à la mine de plomb rehaussé de gouache sur papier ; 30,5 × 24,8 cm).
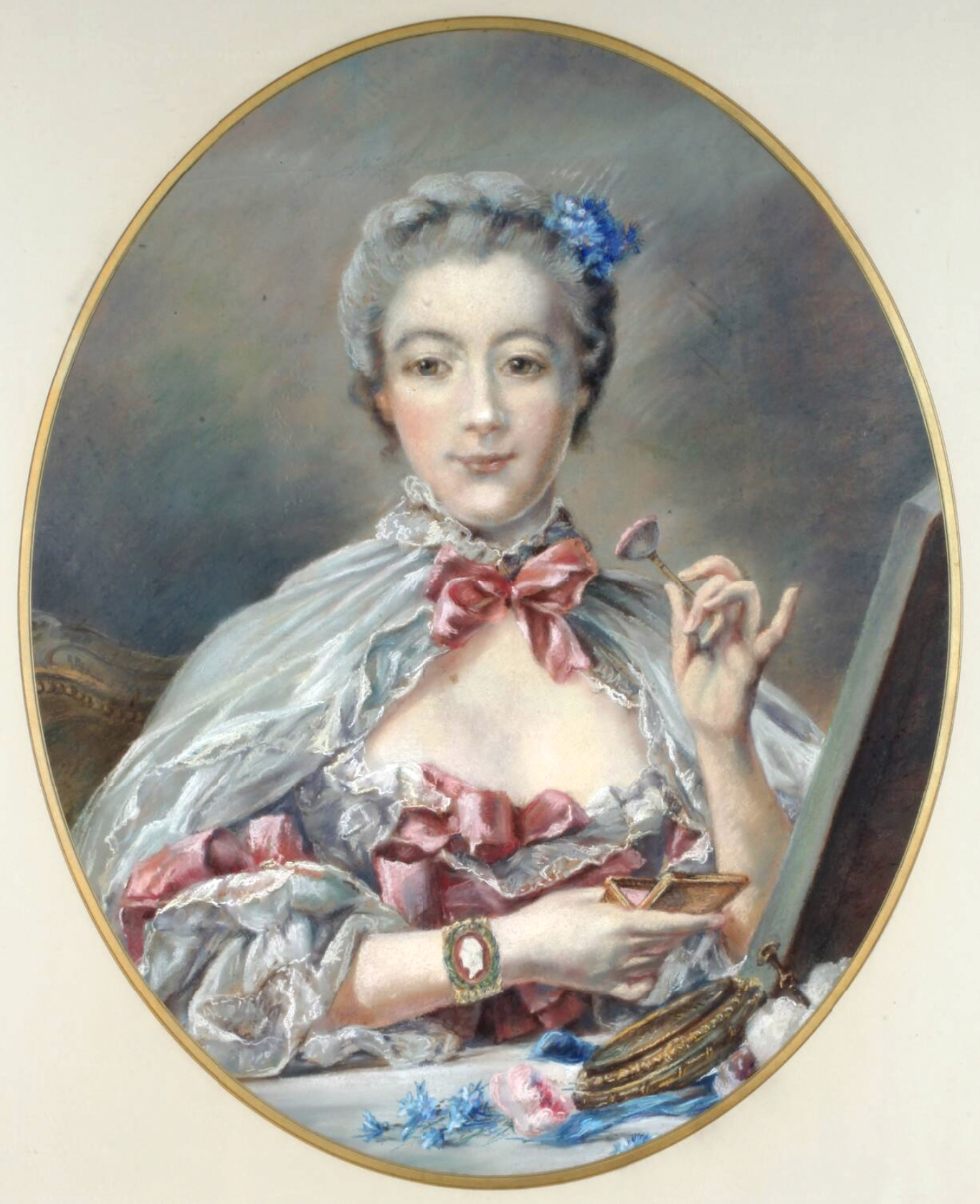
Portrait de Jeanne Antoinette Poisson, Marquise de Pompadour, 1880-1930 (pastel sur papier ; copie du tableau de François Boucher ; 82 × 66 cm).
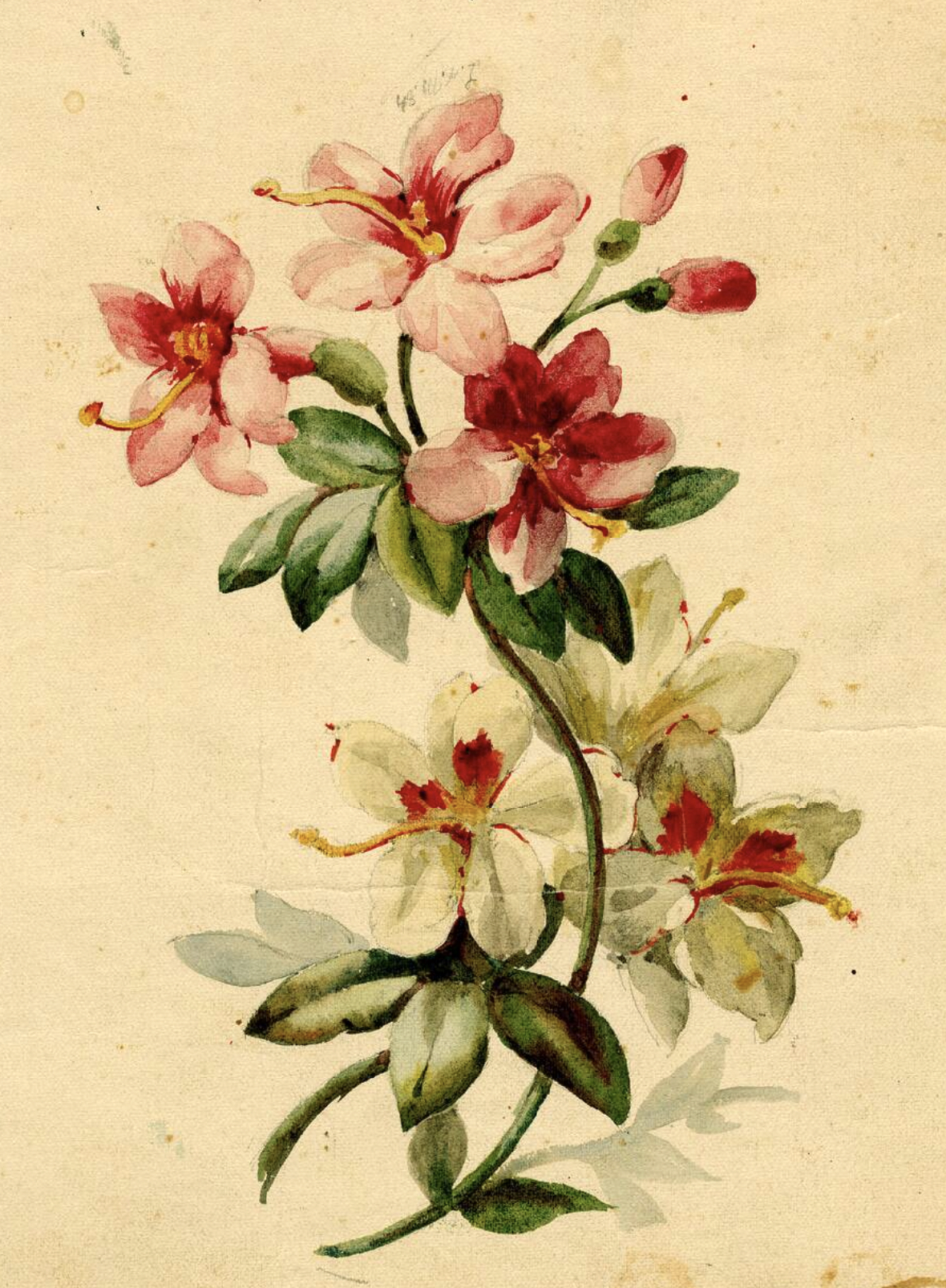
Hibiscus rose et blanc, 1880-1930 (dessin à la mine de plomb aquarellé et rehaussé de gouache sur papier ; 26,5 × 30 cm).
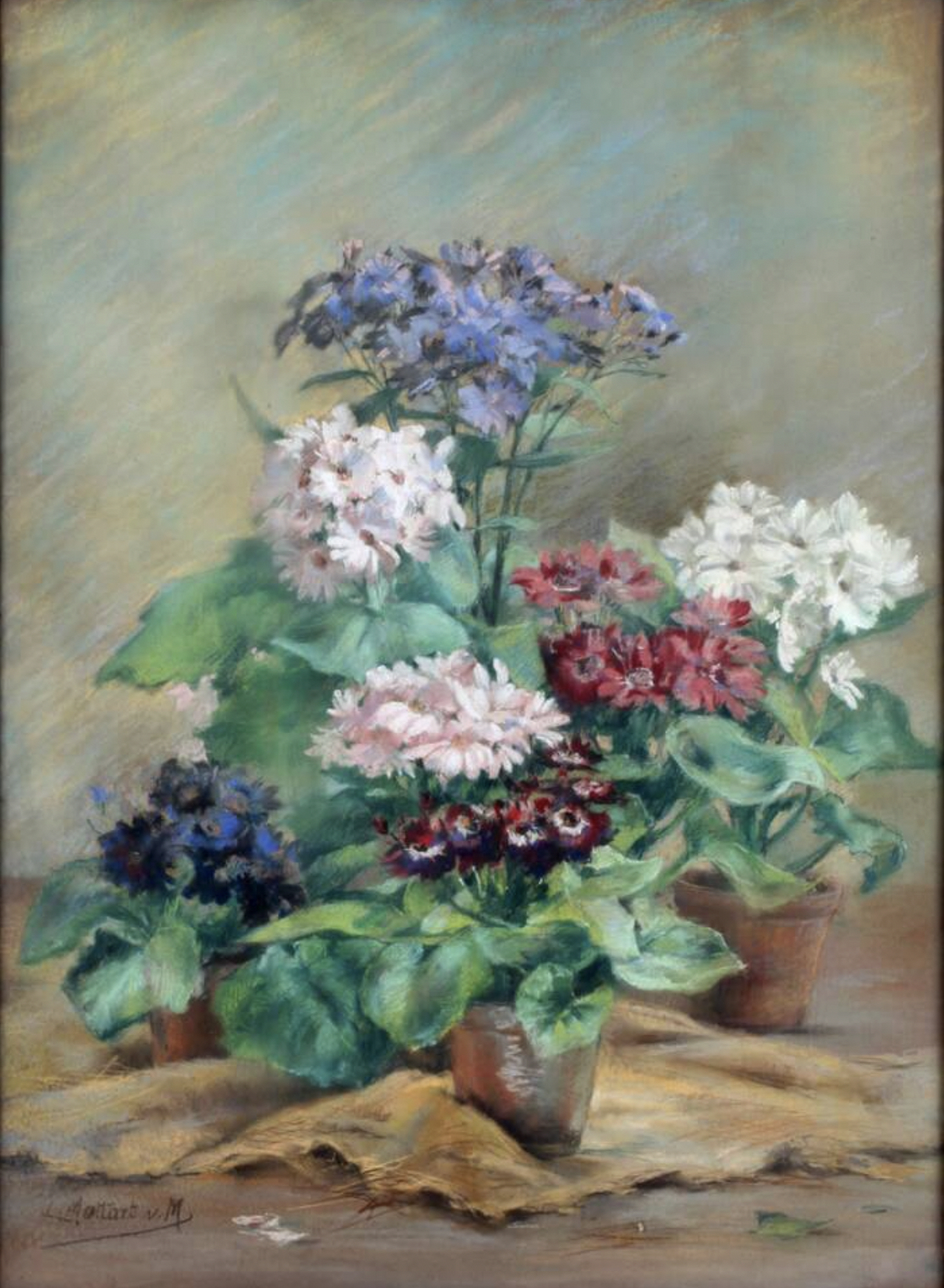
Nature-morte aux cinéraires, 1880-1930 (pastel sur papier ; 93 × 68 cm).

## Prix et distinctions
- 1898 : médaille d'argent dans la section d'aquarelle lors de l'Exposition internationale de peinture de Londres[28].